# Serval

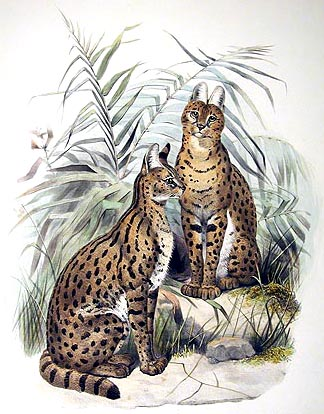
Il·lustració de l'any 1883

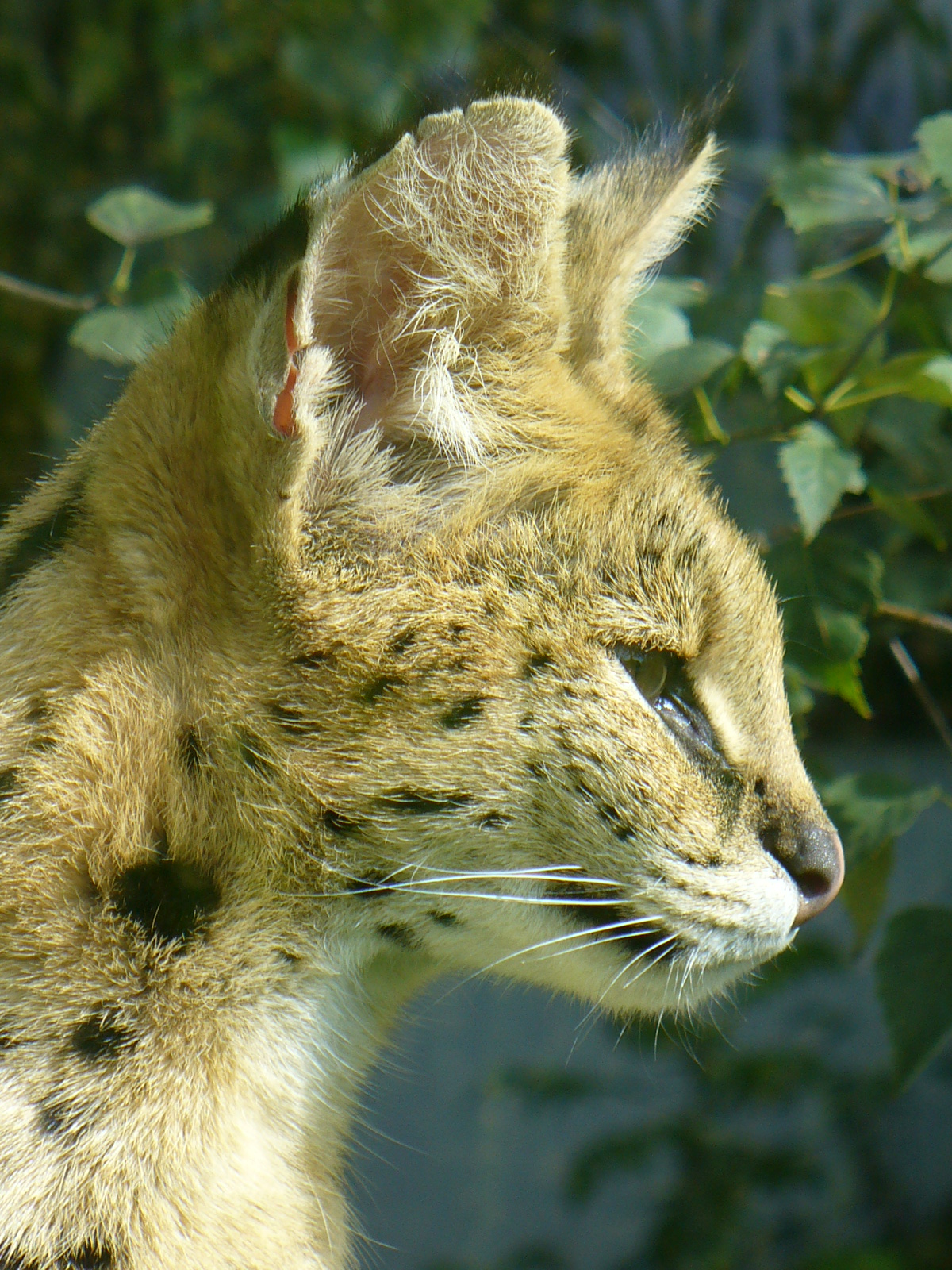
Serval al zoo d'Opole

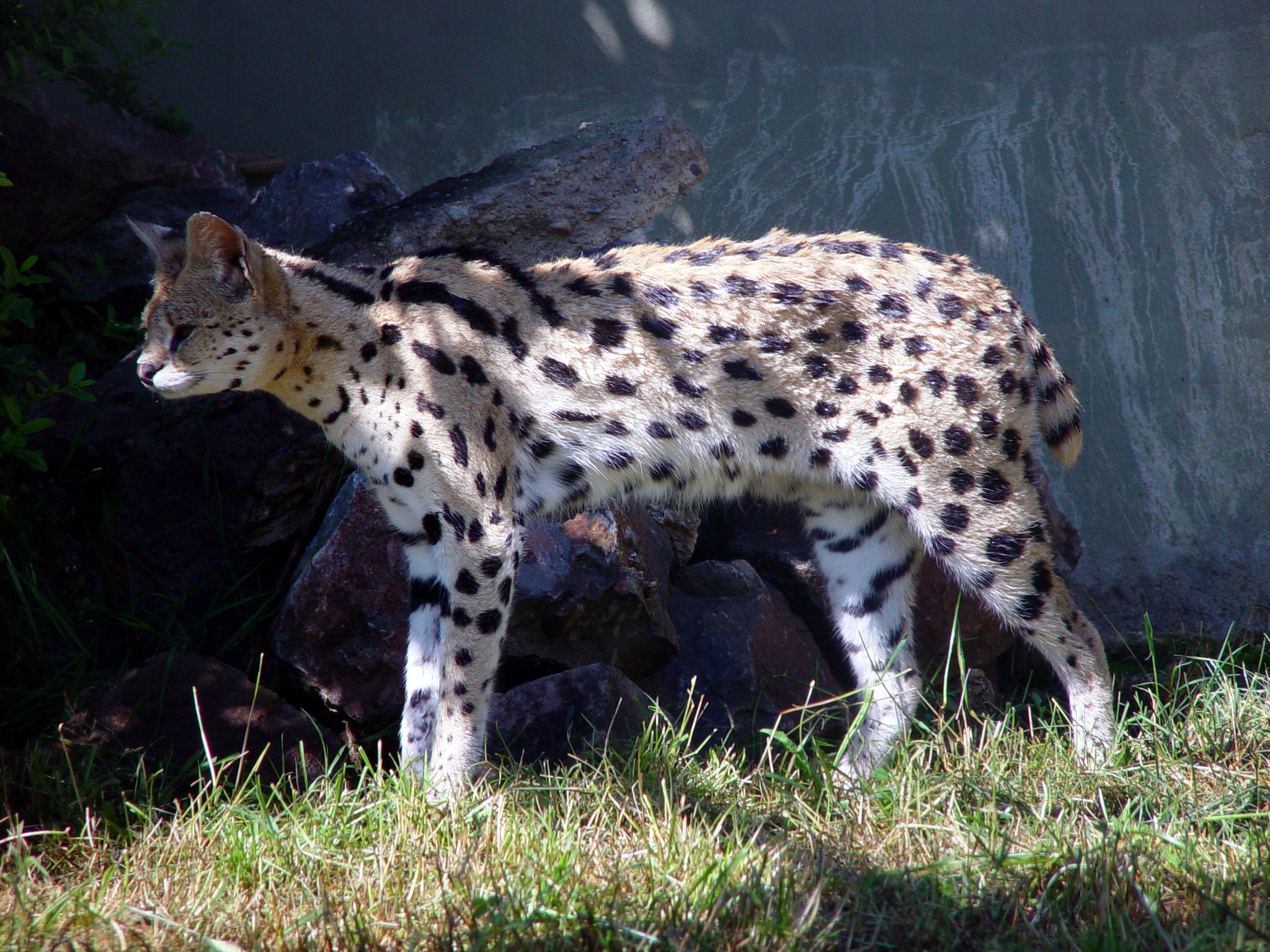
Un serval en un zoològic

El serval (Leptailurus serval) és una espècie de mamífer que pertany a la família dels fèlids i que viu al continent africà.

## Descripció
El serval és un felí de mida mitjana que té una longitud del cos i del cap que varia entre 59 i 92 centímetres, amb una cua relativament curta que fa entre 20 i 38 centímetres, i una alçada a l'espatlla que oscil·la entre 54 i 66 centímetres. El seu pes es troba entre 7 i 12 quilograms en el cas de les femelles, i entre 9 i 18 quilograms en el cas del mascles.
Es tracta d'un animal fort encara que esvelt, amb potes llargues i la cua bastant curta. El cap és petit en proporció al cos, i té unes orelles altes i ovalades que es troben molt juntes. El patró del seu pelatge és variable. Generalment és de color lleonat amb taques negres, i 2 o 4 franges que van de la part superior del cap en direcció al coll i l'esquena, i que a mesura que avancen al llarg de l'esquena es van difuminant convertint-se en taques. La part posterior de les orelles és de color negre i té un línia blanca característica. A més, cal destacar que els individus melànics són bastant comuns en algunes partes de la seva àrea de distribució geogràfica, tret que els dona un aspecte similar al de la pantera negra (jaguars i lleopards melànics).
Els servals blancs no han estat mai registrats a la natura i només 4 individus han estat documentats en captivitat. Un d'ells va néixer al Canadà a principis dels anys noranta i va morir a les dues setmanes. Els altres 3 casos, van néixer al Wildlife on Easy Street entre 1997 i 1999.
Els servals tenen les potes més llargues de tots els felins, amb relació a la mida del seu cos. La major part d'aquest augment de longitud es deu als enormement allargats ossos del metatars dels peus. Els dits dels peus també són allargats, i excepcionalment mòbils, fet que li permet capturar preses parcialment ocultes. Una altra característica distintiva del serval és la presència de les orelles grans, fet que indica un sentit particularment agut de l'oïda.

## Hàbitat i distribució
Encara que abunda més a les zones de bardissa, es troba present també a sabanes, selves i semideserts, amb la qual cosa la seva distribució s'estén per tot el continent africà amb l'excepció de la zones desèrtiques i bona part de Sud-àfrica, on s'extingí la subespècie local (Leptailurus serval serval) a causa de l'excés de caça. La subespècie pròpia del Magrib (Leptailurus serval constantina) està en perill d'extinció.
Es troba a Angola, Benín, Botswana, Burkina Faso, Burundi, Camerun, República Centreafricana, el Txad, República del Congo, República Democràtica del Congo, Costa d'Ivori, Djibouti, Eritrea, Etiòpia, el Gabon, Gàmbia, Ghana, Guinea, Guinea Bissau, Kenya, Libèria, Malawi, Mali, el Marroc, Moçambic, Namíbia, el Níger, Nigèria, Ruanda, Senegal, Sierra Leone, Somàlia, Sud-àfrica, el Sudan, Eswatini, Tanzània, Togo, Uganda, Zàmbia i Zimbàbue. L'espècie ha estat reintroduïda a Tunísia per mitjà d'exemplars subsaharians, mentre que, en canvi, sembla que ha esdevingut extinta a Algèria.

## Comportament
Com la majoria de felins, són animals solitaris i nocturns. Són bons corredors i encara que no solen enfilar-se als arbres, poden pujar-hi amb força facilitat. Se sap que viatgen entre 3 i 4 quilòmetres quan cerquen aliment de nit. Les femelles defenen territoris que abasten entre 9,5 i 19,8 km², en funció de la disponibilitat de preses, mentre que els territoris defensats pels mascles abasten entre 11,6 i 31,5 km². Els servals marquen el seu territori ruixant orina a diferents llocs, com ara arbustos, o, menys freqüentment, raspant l'orina fresca a terra amb les seves urpes. Les mostres d'amenaces entre servals hostils solen ser molt exagerades, amb els animals aplanant les orelles i arquejant l'esquena, deixant al descobert les dents, i assentint amb el cap vigorosament. En la confrontació directa, carreguen amb les seves llargues potes davanteres i emeten lladrucs aguts i grunyits forts.
Com la majoria de felins, els servals són capaços d'emetre roncs. També pot emetre grinyols aguts, xiulets, grunyits i miols.
Es tracta d'una espècie que menja molt ràpid, de vegades en excés, provocant-li nàusees i la regurgitació a causa de l'obstrucció a la gola. Les preses petites són devorades completament, mentre que de les preses més grosses es consumeixen els ossos petits, però els òrgans i els intestins s'eviten juntament amb pells, plomes, becs, potes o peülles. El serval utilitza una eficaç tècnica per treure les plomes, que consisteix a llençar diverses vegades les aus capturades a l'aire, així com colpejar el seu cap de costat a costat per eliminar els mossos de plomes que no s'hagin tret.
Com a part de la seva adaptació a la caça a la sabana, el serval disposa de llargues potes (les més llargues de tots els felins, amb relació a la mida del cos) per saltar, el qual li permet també assolir velocitats de 80 km/h, i grans orelles amb una oïda aguda. Les llargues potes i el coll li permeten veure per sobre l'herba alta, mentre fa servir les seves orelles per detectar les preses, fins i tot les que es troben sota terra als caus. És sabut que els servals caven els caus per capturar preses sota terra, i que fan salts a l'aire d'entre 2 i 3 metres per capturar ocells en ple vol. Mentre caça, el serval pot aturar-se fins a 15 minuts amb els ulls tancats per escoltar. El salt vertical del serval és un salt precís, que podria ser una adaptació per capturar ocells en ple vol. Són capaços de saltar horitzontalment fins a 3,6 metres estant quiets, aterrant amb precisió sobre l'objectiu amb suficient força com per estabornir o matar la presa amb el xoc. El serval és un caçador que captura el 50% de les preses que intenta caçar (un 67% quan caça de nit), el qual el converteix en un caçador eficaç en comparació amb la majoria d'espècies de felí, que capturen preses en un percentatge al voltant del 10% dels intents realitzats.
Els servals són animals extremadament intel·ligents, que demostren una destacada habilitat per resoldre problemes, fent-los coneguts per fer entremaliadures, així com burlar fàcilment a les seves preses, i eludir altres depredadors. Sovint juguen amb les seves preses abans de menjar-se-les. En la majoria de situacions, els servals defensen amb ferocitat el seu aliment davant d'intents de prendre'ls-hi per part d'altres depredadors, sent més agressius els mascles que les femelles.

## Dieta

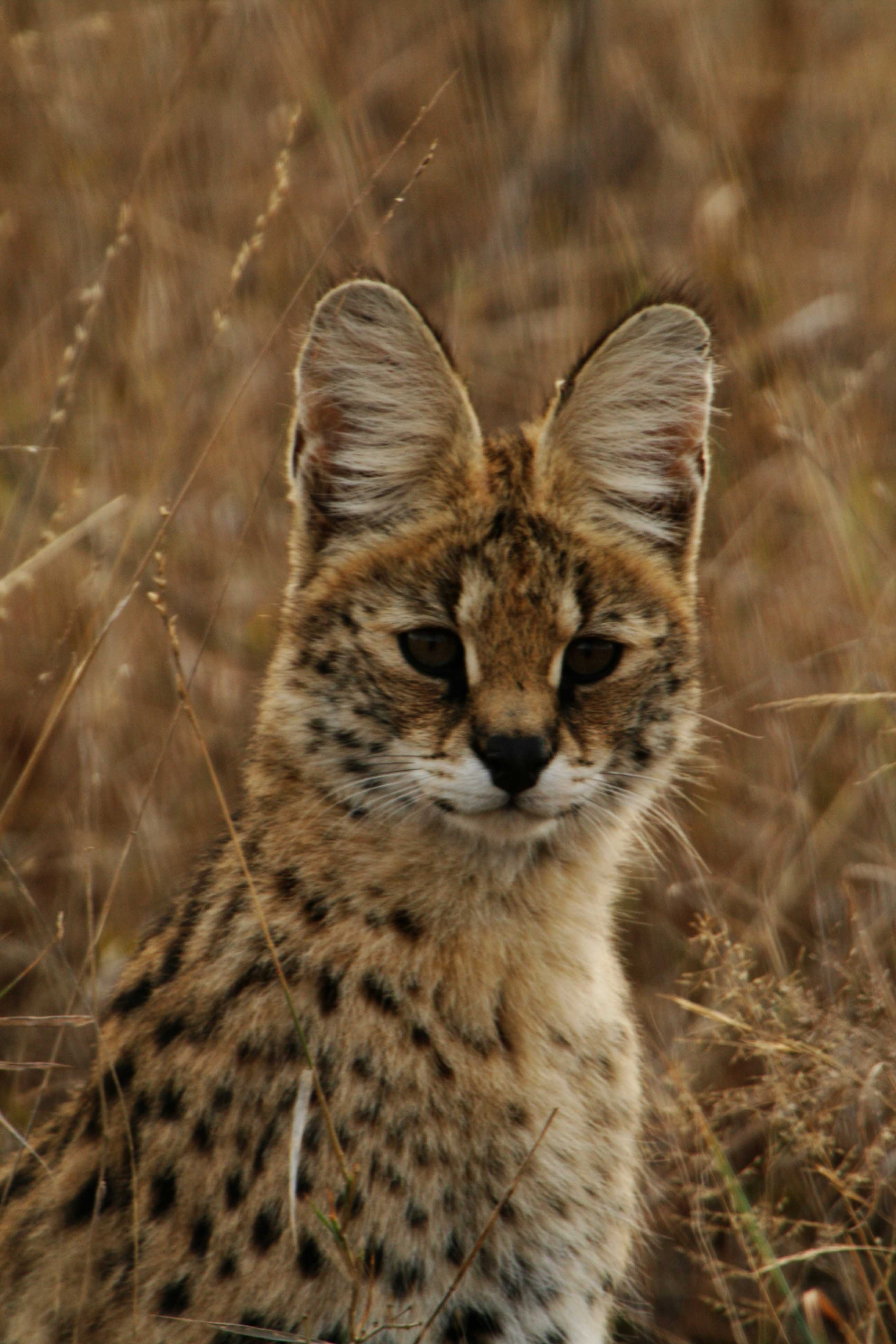
Un serval de la zona de Sabi Sands a Sud-àfrica. Observeu les grans orelles, desenvolupades per escoltar les petites preses.

Els servals cacen principalment de nit, sempre que no es vegin destorbats per l'activitat humana o la presència de grans depredadors nocturns. Tot i que el serval està especialitat en la captura de rosegadors, és un predador oportunista amb un dieta variada que inclou ocells, llebres, damans, rèptils (sobretot llangardaixos), insectes, peixos i granotes. S'ha observat al serval capturant grans preses, com el cérvol, la gasela o la gasela saltadora, encara que el 90% de les preses del serval té un pes inferior als 200 grams.

## Reproducció
El cicle estral del serval té una durada de fins a quatre dies, i sol ser programat perquè els gatets neixin poc abans del període de màxima reproducció de les poblacions de rosegadors locals. Aquesta espècie de felí és capaç de donar a llum a diverses ventrades durant tot l'any, encara que normalment només ho fan si les ventrades anteriors moren poc després del naixement. El període de gestació té una durada que varia entre 66 i 77 dies, després dels quals la femella dona a llum generalment dues o tres cries, encara que de vegades només en dona a llum una o pot arribar a donar a llum fins a quatre.
Els gatets neixen enmig de la vegetació densa o a llocs protegits, com ara els caus abandonats de porc formiguer. Si no està disponible un bon lloc, un lloc darrere d'un arbust pot ser suficient. Els gatets pesen al voltant de 250 grams i estan cecs e indefensos en néixer, i tenen un pelatge llanós de color gris. Entre el 9è i 13è dia de vida obren els seus ulls, i comencen a prendre aliments sòlids poc després del primer mes. Al voltant de sis mesos adquireixen les dents carnisseres definitives i comencen a caçar per si mateixos. Abandonen la mare i esdevenen independents a l'any, assolint la maduresa sexual entre els 12 i 25 mesos d'edat.
L'esperança de vida d'aquesta espècie a la natura es troba als voltants dels 10 anys, i és de fins a 20 anys en captivitat.

## Predadors
El serval és caçat ocasionalment per lleopards i amb molta més freqüència pels humans, ja que la seva pell es considera molt valuosa a tota Àfrica.

## Estat de conservació
La població de servals s'ha vist reduïda a causa de l'ocupació del seu hàbitat per parts dels humans i també per la caça pel seu pelatge. A més, de vegades, és capturat pels lleopards i altres grans felins. Està inclòs en l'Apèndix 2 del CITES, amb la indicació que «no està actualment amenaçat d'extinció, però hi podria estar sinó se'n controla estrictament el comerç». Es tracta encara d'una espècie comuna, fins i tot en expansió, a la major part de l'Àfrica subsahariana, encara que està extinta a la Província del Cap a Sud-àfrica. Al nord del Sàhara només viu al Marroc i Algèria, encara que possiblement hagi desaparegut en aquest darrer país. Les subespècies d'aquesta regió (L. s. constantina) són considerades en perill. Antigament va viure de manera natural a Tunísia, encara que actualment només ho fa a causa d'un programa de reintroducció del serval a l'est de l'Àfrica.

## Domesticació
Històricament els servals han estat mantinguts com a mascotes a l'Àfrica, encara que només a les llars dels tswana. També foren utilitzats per tirar de carros petits de gra a l'antic Egipte. Els antics egipcis adoraven els servals com deus, i els mantenien com a mascotes. Més recentment, es mantenen com a mascotes a Nord-amèrica i Europa. Els servals desenvolupen un intens vincle emocional amb els seus propietaris. Sovint, trien un membre de la família humana amb la que viuen amb el qual tenen un enllaç especialment estret i intens. Cal destacar que una vegada han establert enllaços amb una família humana en particular, no accepten fàcilment a nous propietaris, i poden arribar a ser molt infeliços si els separen. Per aquesta raó, qualsevol que prengui un serval com a mascota ha d'estar disposat mantenir-lo per tota la seva vida.
Recentment, els servals han estat emparellats amb gats domèstics per crear una espècie híbrida, que ha estat anomenada gat de sabana. Aquests animals tendeixen a ser més petits que el serval, encara que en conserven les taques i el color del seu pelatge, són més tolerant al canvi d'amo, més fàcilment entrenats, i són més sociables amb els desconeguts. Els servals joves poden ser domesticats, però són difícils de mantenir en captivitat perquè no solen reconèixer la jerarquia imposada pels seus amos. Malgrat això, cada vegada se'ls veu més com a mascotes exòtiques als Estats Units. En aquest país s'han produït encreuaments reeixits de servals amb caracals, uns felins lleugerament emparentats.
No obstant això, pel fet que la reproducció pot ser difícil, els animals de la primera generació tendeixen a ser poc comuns i bastant cars (amb relació a l'encreuament entre races de gat domèstic). La majoria dels països consideren que el resultat de creuar un animal ferèstec i un gat domèstic és un gat domèstic i, per tant, les regulacions per posseir aquests animals tendeixen a ser similars a les de ser amo de qualsevol gat domèstic.

## Heràldica i literatura
El serval (en italià gattopardo) era el símbol de la família Tomasi, prínceps de Lampedusa, dels quals el membre més conegut fou Giuseppe Tomasi di Lampedusa, autor d'una de les novel·les italianes més conegudes del segle xx, Il Gattopardo.

## Subespècies
Existeixen 18 subespècies reconegudes de serval:
- L. s. beirae (Wroughton, 1910).[22] Moçambic
- L. s. brachyurus (Wagner, 1841).[23] Sahel africà, l'Àfrica Occidental i Etiòpia
- L. s. constantinus (Forster, 1780).[24][25] Marroc
- L. s. faradjius (J. A. Allen, 1924).[26] Àfrica
- L. s. ferrarii (de Beaux, 1924).[27] Àfrica
- L. s. hamiltoni (Roberts, 1931).[28] Est del Transvaal
- L. s. hindei (Wroughton, 1910).[29] Tanzània
- L. s. kempi (Wroughton, 1910).[30] Uganda
- L. s. kivuensis (Lönnberg, 1919).[31] República Democràtica del Congo
- L. s. lipostictus (Pocock, 1907).[32] Nord d'Angola
- L. s. lonnbergi (Cabrera, 1910).[33] Sud d'Angola.
- L. s. mababiensis (Roberts, 1932).[34] Nord de Botswana
- L. s. pantastictus (Pocock, 1907).[35] Àfrica
- L. s. phillipsi (G. M. Allen, 1914).[36] Àfrica
- L. s. pococki (Cabrera, 1910).[37] Àfrica
- L. s. robertsi (Ellerman, Morrison-Scott i Hayman, 1953).[38] Oest del Transvaal
- L. s. serval (Schreber, 1776).[39] Extint. Província del Cap, Sud-àfrica
- L. s. togoensis (Matschie, 1893).[40] Togo i Benín